# Lars Fruergaard Jørgensen
Lars Fruergaard Jørgensen (født 29. november 1966 i Skals) er en dansk erhvervsmand, der var administrerende direktør for Novo Nordisk 2017-2025. Han overtog stillingen ved årsskiftet til 2017 fra Lars Rebien Sørensen. Jørgensen blev afskediget af Novo Nordisks bestyrelse i 2025 og blev 7. august 2025 afløst af Mike Doustdar.

## Uddannelse og karriere
Lars Fruergaard Jørgensen gik på Viborg Katedralskole, hvor han blev student i 1985, og han blev herefter uddannet på Handelshøjskolen i Århus med et halvt år på San Francisco State University i Californien, og han blev færdig i 1991.
I 1994 blev han ansat i finansafdelingen i Novo Nordisk, og han blev her frem til 2001, hvor han blev udnævnt til Vice President med ansvar for finans og IT i Japan og Oceanien. I den forbindelse flyttede han med familien til Tokyo. I 2004 flyttede han tilbage til Danmark, og i 2013 blev han ansat som koncerndirektør med ansvar for kvalitet. Året efter blev hans område udvidet til også at dække Corporate Development.
I september 2016 blev det meldt ud, at han ville overtage topposten i Novo Nordisk ved årsskiftet 2017, efter at Lars Rebien Sørensen havde meldt ud, at han trak sig med årets udgang. Den anden kandidat til stillingen var Jakob Riis, der havde ansvar for det amerikanske marked, og han valgte at opsige sin stilling i begyndelsen af 2017, hvorefter han blev direktør for Falck.
Lars Fruergaard Jørgensen har også siddet med i flere bestyrelser, heriblandt Innate Pharma i Frankrig, Harno Invest, NNIT og NNE Pharmaplan, hvor han er formand.
16. maj 2025 blev det meddelt, at Jørgensen var blevet afskediget som administrerende direktør for Novo Nordisk efter ønske fra virksomhedens hovedaktionær, Novo Nordisk Fonden, hvis formand var Jørgensens forgænger Lars Rebien Sørensen. Jørgensen fortsatte dog som fungerende direktør på posten indtil 7. august 2025, hvor hans efterfølger, Mike Doustdar, tog over.

## Hæder
- 2019: Dannebrogordenen[8]
- 2020: Årets leder, der uddeles af organisationen Lederne[9]
- 2023: Person of the Year, Financial Times[10]